# Casper Johansen
Casper Verum Nygaard Johansen (* 28. Juli 1988) ist ein dänischer ehemaliger Fußballspieler.

## Karriere

### Vereine
Johansen spielte in seiner Jugend für FC Horsens sowie für AC Horsens. Von 2006 bis 2010 spielte er in der Profimannschaft von AC Horsens und bestritt 41 Partien in der Superligaen und in der 1. Division. Im Sommer 2010 wurde er zunächst für ein halbes Jahr an den Kolding FC abgegeben. Im Februar 2011 wurde Johansen vom Kolping FC unter Vertrag genommen. Jedoch wechselte er bereits im Sommer 2011 zum Drittligisten FC Fyn, für den er 28 Tore in 30 Ligaspielen erzielte und zum Aufstieg in die 1. Division beitrug. Zur Saison 2012/13 wechselte er zum damaligen Regionalligisten Holstein Kiel. Dort eroberte er für sich den Stammplatz im offensiven Mittelfeld und trug mit elf Toren zum Aufstieg in die Dritte Liga bei. Von 2014 bis 2021 spielte er für den unterklassigen Middelfart BK, mit dem er 2018 in die 2. Division aufstieg und sich dort halten konnte.

### Nationalmannschaft
Johansen bestritt zwischen 2006 und 2009 insgesamt neun Spiele für dänische Jugendnationalmannschaften.